# Leandro Barbosa
Leandro Mateus Barbosa (San Paolo, 28 novembre 1982) è un allenatore di pallacanestro ed ex cestista brasiliano, di ruolo guardia o playmaker, vice-allenatore dei Sacramento Kings.

## Caratteristiche tecniche
Soprannominato Leandrinho e The Brazilian Blur (quest'ultimo dovuto alla sua velocità), era una guardia tiratrice che poteva giocare anche da playmaker. È alto 192 cm e ha un'apertura di braccia di 185 cm. Molto veloce, abile a concludere anche con la mano sinistra pur essendo destro, era un ottimo tiratore da 3 punti, caratteristica che gli ha consentito di stare bene nel gioco sia dei Phoenix Suns (prima esperienza) che dei Golden State Warriors.

## Carriera

### Inizi (1999-2003)
Inizia la sua carriera professionistica a 17 anni tra le file del Palmeiras. Ha debuttato nel Campionato Paulista (il campionato dello Stato di San Paolo sotto la guida di Lula Ferreira, futuro allenatore della Nazionale brasiliana. A 19 ha giocato con la prima squadra del Palmeiras nel Campionato Paulista con una media di 14,2 punti a partita. Nel gennaio 2001 è stato ceduto al Bauru. Durante la sua prima stagione tra i professionisti, con la maglia del Bauru è stato allenato da Jorge Guerra. Mantiene una media di 15,8 punti, 6,4 assist e 1,7 palle rubate a partita. Viene nominato Rookie of the Year nel Campionato Paulista del 2001. Chiude la stagione 4º in percentuale da tre punti, 6º in assist e 11º in punti dal campo. Nel 2001 vince il Novo Basquete Brasil con il Bauru.

### NBA (2003-2013)

#### Phoenix Suns (2003-2010)

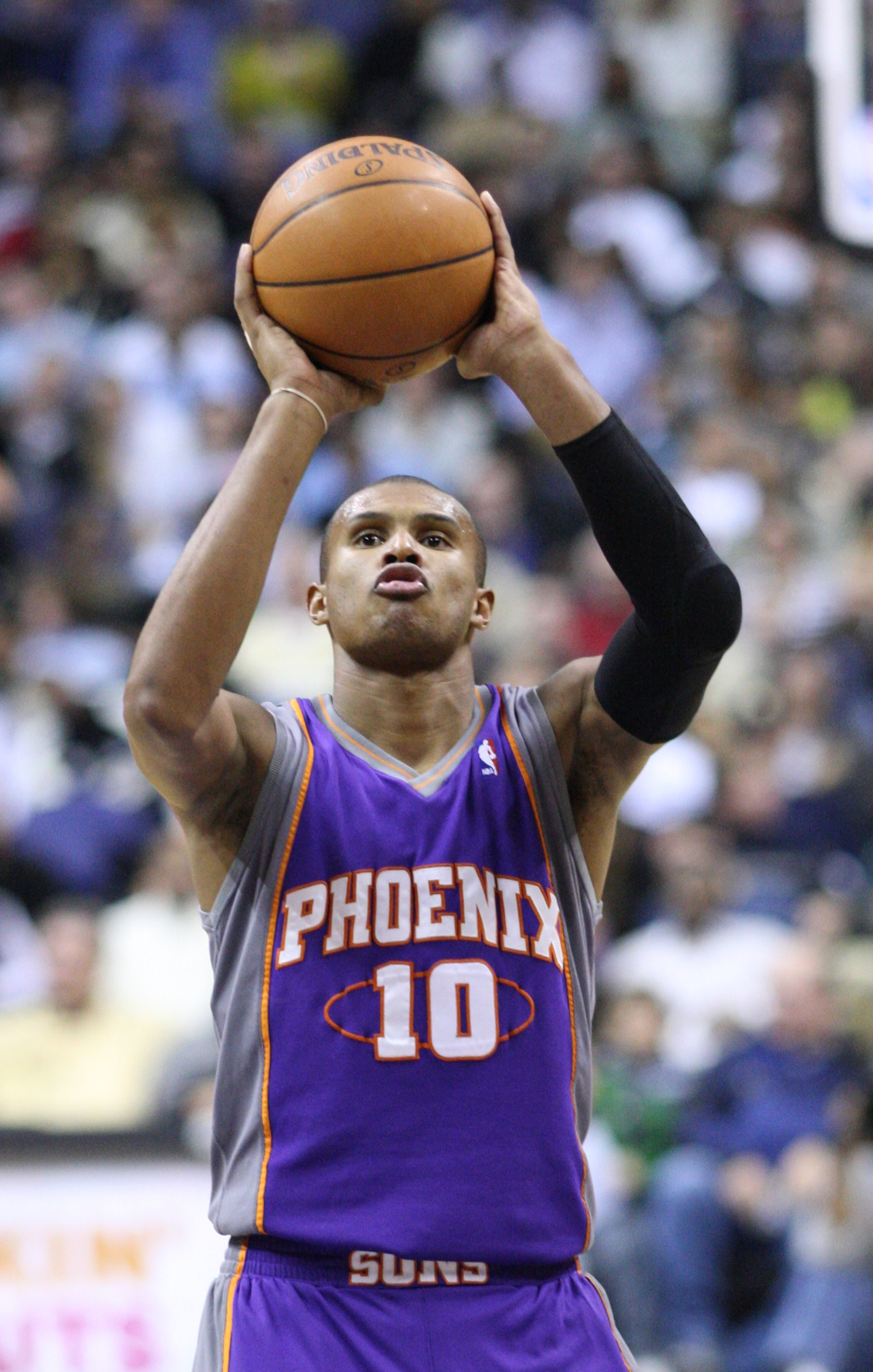
Barbosa prima di un tiro libero a Phoenix (prima esperienza)

Barbosa è stato scelto alla 28ª chiamata del draft NBA 2003 dai San Antonio Spurs, che però lo hanno subito ceduto ai Phoenix Suns. Detiene il record dei Suns di punti segnati da una matricola titolareIl 5 gennaio 2004 ha messo a segno 27 punti contro i Chicago Bulls. Ha stabilito inoltre il record dei Suns di tiri da tre realizzati in partite consecutive, segnando almeno una tripla in dieci partite consecutive dal 2 al 19 gennaio 2004.
Dopo i primi due anni, conclusi con 7,9 e 7,0 punti a partita, nella stagione 2005-06 acquista un ruolo di primaria importanza nella squadra di coach Mike D'Antoni, che gli affida il ruolo di cambio dell'MVP Steve Nash. Il brasiliano chiuse la stagione a 13,1 punti di media. Alla fine della stagione firmò il prolungamento del suo contratto con cui andò a guadagnare 33 milioni di dollari in 5 anni.
Nell'anno successivo migliorò ulteriormente le sue statistiche (18,1 punti, 2,7 rimbalzi e 4,0 assist in 32,7 minuti a gara) e ricette così il premio di NBA Sixth Man of the Year Award.
Il 20 febbraio 2009 segnò il proprio career-high di punti mettendone a segno 41 nel netto successo per 140-118 contro gli Oklahoma City Thunder.
Il 28 marzo 2010 diventa il terzo giocatore dei Suns a raggiungere il traguardo delle 700 triple dopo Steve Nash e Dan Majerle.

#### Toronto Raptors (2010-2012)
Nel 2010 si trasferisce insieme a Dwayne Jones ai Toronto Raptors in uno scambio che porta Hidayet Türkoğlu ai Phoenix Suns. Durante la sua permanenza con i Raptors ha significativamente aumentato il suo punteggio rispetto all'ultima stagione a Phoenix da 9,5 a 13,3 punti a partita.
Il 18 agosto 2011, durante il Lockout NBA 2011-2012, firma con il Flamengo facendo così ritorno in Brasile. Ha tuttavia inserito nel suo contratto una clausola che gli avrebbe permesso di tornare in NBA alla fine del Lockout.

#### Indiana Pacers (2012)
Durante la stagione 2011-12 (esattamente il 16 marzo 2012) viene ceduto agli Indiana Pacers in cambio di una futura seconda scelta al draft. Qui ritrova il suo ex compagno di squadra ai tempi dei Suns Lou Amundson. Barbosa si integrò molto bene negli schemi dell'allenatore dei Pacers Frank Vogel tenendo di media 8,9 punti a partita con gli stessi Pacers che alla fine della stagione regolare arrivarono terzi a est raggiungendo così i playoffs. Dopo aver eliminato per 4-1 gli Orlando Magic al primo turno, al secondo dei playoffs i Pacers si trovarono contro i Miami Heat di LeBron James, Dwyane Wade e Chris Bosh. Gli Indiana Pacers, nonostante non avessero giocato male, si dovettero arrendere agli Heat perdendo la serie per 4-2.

#### Stagione 2012-2013: Boston Celtics e Washington Wizards
Il 18 ottobre 2012 viene ingaggiato dai Boston Celtics, con cui firmò un contratto annuale al minimo salariale (circa 1 milione di $). A metà stagione si lesiona il legamento crociato anteriore ed è costretto a saltare il resto delle gare. Il 21 febbraio venne ceduto ai Washington Wizards assieme al compagno Jason Collins in cambio di Jordan Crawford. Infortunato, non scese mai in campo per gli Wizards e a fine stagione si ritrovò senza contratto.

### Il breve ritorno in Brasile: Pinheiros (2013)
Tornò in Brasile per continuare la riabilitazione, si accorda con una squadra locale per potersi allenare e rientrare gradualmente al basket giocato, ritrovando pian piano la forma. 

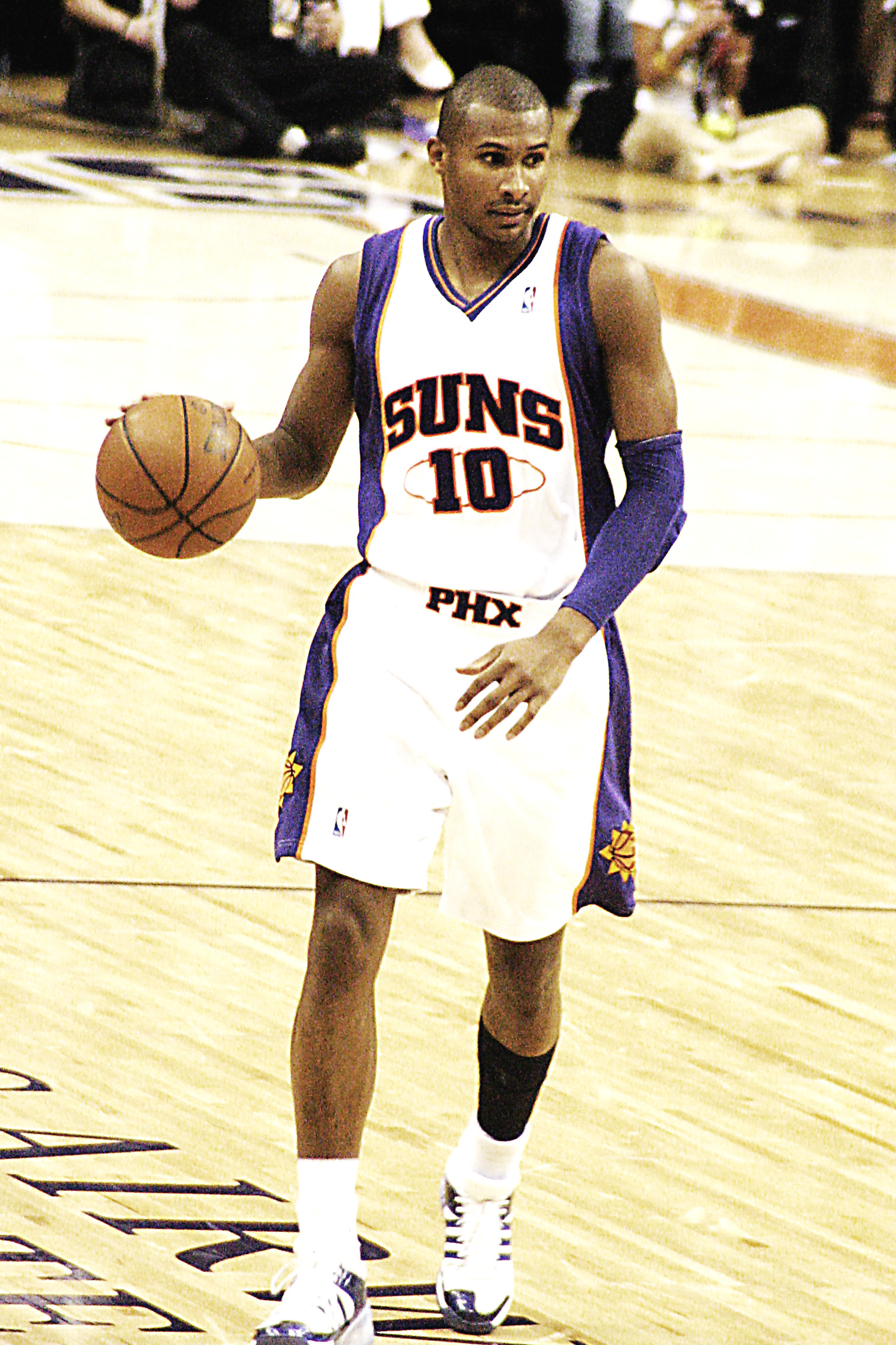
Leandro Barbosa in azione con la canotta dei Phoenix Suns

### Ritorno in NBA (2014-2017)

#### Di nuovo a Phoenix (2014)
Completamente ristabilito, l'8 gennaio 2014 tornò a vestire la casacca nº 10 dei Phoenix Suns. Tuttavia, nonostante non stesse giocando male, il 5 marzo 2014, durante la partita persa in casa per 104-96 contro i Los Angeles Clippers, si fratturò la mano destra, dovendo così terminare anzitempo la sua stagione.

#### Golden State Warriors e la vittoria dell'anello (2014-2016)
Il 10 settembre 2014 passa ai Golden State Warriors, con cui firmò un contratto annuale. Nella stagione 2014-15 mantenne una media di 7,1 punti a partita, rivelandosi un'ottima alternativa per la franchigia della baia dalla panchina. Il 16 giugno 2015 si laurea campione NBA con i Golden State Warriors battendo in finale i Cleveland Cavaliers per 4-2 alla Quicken Loans Arena. È il suo primo anello in carriera, a cui ha contribuito con un 38% da tre punti.
Alla fine della stagione Barbosa rifirma con i Golden State Warriors.
L'anno successivo gli Warriors dopo aver concluso la regular season con un record 73-9 (migliore nella storia NBA), ai play-off incontrarono molte difficoltà contro gli Oklahoma City Thunder nelle finali di Conference in cui andarono sotto 3-1, salvo poi recuperare e vincere la serie 4-3. Nelle NBA Finals i gialloblù riaffrontarono i Cleveland Cavaliers; tuttavia questa volta a prevalere furono i Cavs che nonostante fossero andati sotto per 3-1 nella serie, rimontarono la serie vincendo 4-3. Ciònonostante Barbosa fu uno dei migliori giocatori di Golden State.

#### Terzo ritorno ai Phoenix Suns (2016-2017)
Alla fine della stagione i Golden State Warriors firmarono il migliore free agent dell'estate ovvero Kevin Durant. Perciò gli Warriors dovettero liberare spazio salariale per poter acquistare Durant, e per questo Barbosa non venne rifirmato dalla franchigia della baia. Il 20 luglio 2016 Barbosa tornò per la terza volta ai Phoenix Suns con cui firmò un contratto biennale da 8 milioni di dollari. Questa volta, a differenza delle altre 2, non indossò la casacca nº 10 ma bensì la nº 19. Nella gara persa in trasferta per 119-98 in data 29 dicembre 2016 contro i San Antonio Spurs, Barbosa giocò la sua 517ª partita con i Suns, diventando così il decimo giocatore con più presenze nella storia della squadra dell'Arizona. Alla fine della stagione Barbosa (esattamente il 3 luglio 2017) venne tagliato dai Suns, nonostante avesse un altro anno di contratto.

### Ritorno in Brasile (2017-)

#### Franca (2017-2018)
Il 20 novembre 2017 torna in patria, dopo 14 anni di NBA, firmando con il Franca. Dopo 12 partite giocate in un anno lascia il club.

#### Minas (2018-)
Il 13 dicembre 2018 si accasa al Minas.

### Nazionale

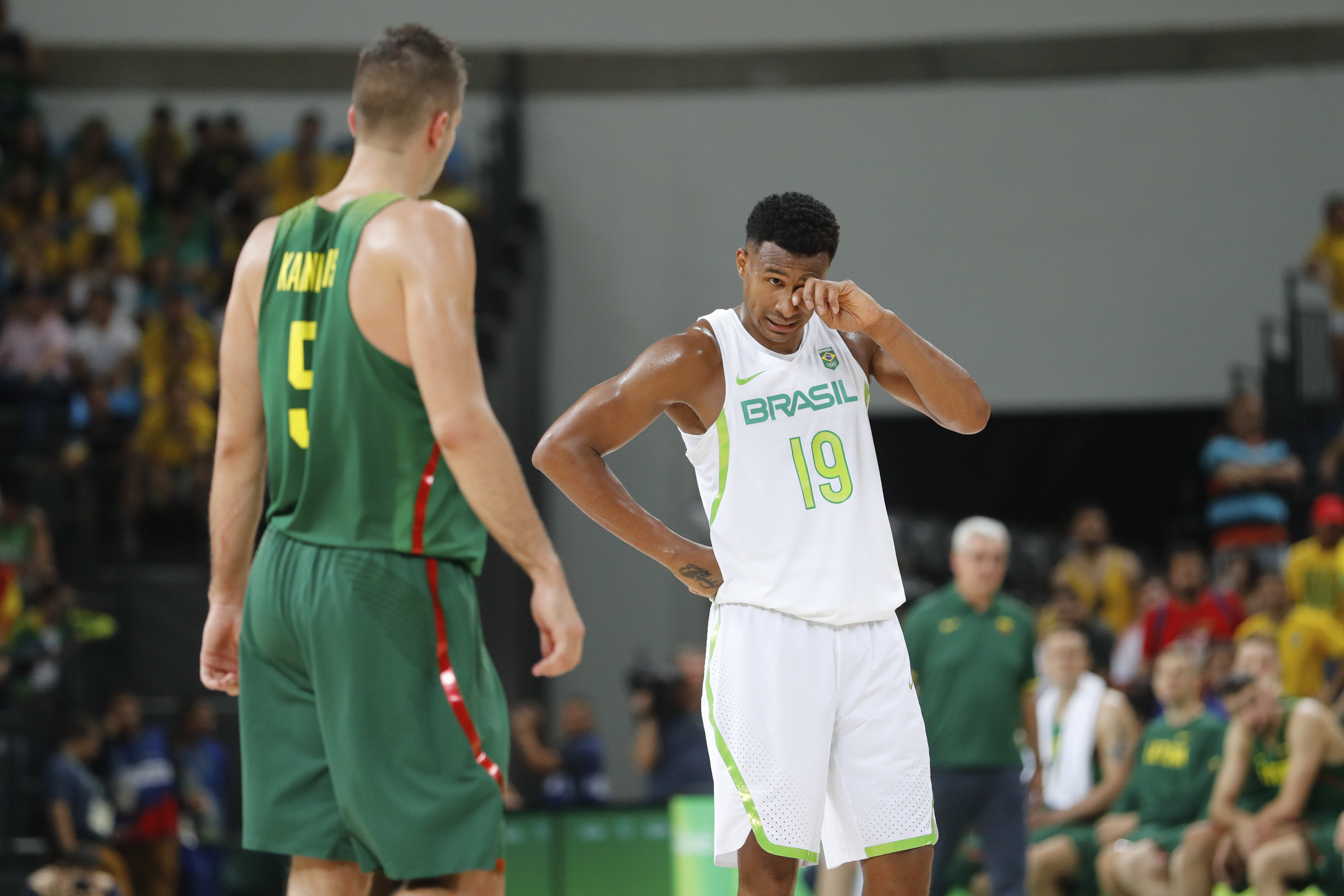
Barbosa (destra) durante le Olimpiadi 2016 con la nazionale brasiliana

Dal 2002 è membro fisso della Nazionale brasiliana con la quale ha partecipato ai Mondiali giocato negli Stati Uniti lo stesso anno. Ha partecipato a molti tornei con la selezione brasiliana come 4 Mondiali (2006, 2010, 2014, 2018), 3 campionati americani (2005, 2007, 2009) e 2 Olimpiadi (2012, 2016 in casa). Ai campionati americani 2007 è stato il migliore marcatore del torneo con 21,8 punti di media, per quanto nella brutta uscita ai quarti di finale (sconfitta per 113-76) contro gli Stati Uniti futuri campioni avesse segnato solo 4 punti.
Nel settembre 2018, nonostante fosse ormai 36enne, e fuori dal giro della NBA da ormai un anno, ha dichiarato di volere continuare a rappresentare il Brasile.

## Statistiche

### NBA

#### Regular Season
| Anno       | Squadra         | PG  | PT  | MP   | TC%  | 3P%  | TL%  | RP  | AP  | PRP | SP  | PP   |
| ---------- | --------------- | --- | --- | ---- | ---- | ---- | ---- | --- | --- | --- | --- | ---- |
| 2003-2004  | Phoenix Suns    | 70  | 46  | 21,4 | 44,7 | 39,5 | 77,0 | 1,8 | 2,4 | 1,3 | 0,1 | 7,9  |
| 2004-2005  | Phoenix Suns    | 63  | 6   | 17,3 | 47,5 | 36,7 | 79,7 | 2,1 | 2,0 | 0,5 | 0,1 | 7,0  |
| 2005-2006  | Phoenix Suns    | 57  | 11  | 27,9 | 48,1 | 44,4 | 75,5 | 2,6 | 2,8 | 0,8 | 0,1 | 13,1 |
| 2006-2007  | Phoenix Suns    | 80  | 18  | 32,7 | 47,6 | 43,4 | 84,5 | 2,7 | 4,0 | 1,2 | 0,2 | 18,1 |
| 2007-2008  | Phoenix Suns    | 82  | 12  | 29,5 | 46,2 | 38,9 | 82,2 | 2,8 | 2,6 | 0,9 | 0,2 | 15,6 |
| 2008-2009  | Phoenix Suns    | 70  | 11  | 24,4 | 48,2 | 37,5 | 88,1 | 2,6 | 2,3 | 1,2 | 0,1 | 14,2 |
| 2009-2010  | Phoenix Suns    | 44  | 5   | 17,9 | 42,5 | 32,4 | 87,7 | 1,6 | 1,5 | 0,5 | 0,3 | 9,5  |
| 2010-2011  | Toronto Raptors | 58  | 0   | 24,1 | 45,0 | 33,8 | 79,6 | 1,7 | 2,1 | 0,9 | 0,1 | 13,3 |
| 2011-2012  | Toronto Raptors | 42  | 0   | 22,5 | 43,6 | 36,0 | 83,5 | 1,9 | 1,5 | 0,9 | 0,2 | 12,2 |
| 2011-2012  | Indiana Pacers  | 22  | 0   | 19,8 | 39,9 | 42,4 | 75,8 | 2,2 | 1,5 | 0,9 | 0,0 | 8,9  |
| 2012-2013  | Boston Celtics  | 41  | 2   | 12,5 | 43,0 | 38,3 | 75,6 | 1,1 | 1,4 | 0,4 | 0,1 | 5,2  |
| 2013-2014  | Phoenix Suns    | 20  | 0   | 18,4 | 42,7 | 28,0 | 79,5 | 1,9 | 1,6 | 0,4 | 0,2 | 7,5  |
| 2014-2015† | G.S. Warriors   | 66  | 1   | 14,9 | 47,4 | 38,4 | 78,4 | 1,4 | 1,5 | 0,6 | 0,1 | 7,1  |
| 2015-2016  | G.S. Warriors   | 68  | 0   | 15,9 | 46,2 | 35,5 | 83,9 | 1,7 | 1,2 | 0,6 | 0,1 | 6,4  |
| 2016-2017  | Phoenix Suns    | 67  | 0   | 14,4 | 43,9 | 35,7 | 88,9 | 1,6 | 1,2 | 0,5 | 0,1 | 6,3  |
| Carriera   | Carriera        | 850 | 112 | 21,6 | 45,9 | 38,7 | 82,1 | 2,0 | 2,1 | 0,8 | 0,1 | 10,6 |

#### Playoffs
| Anno     | Squadra        | PG  | PT | MP   | TC%  | 3P%  | TL%  | RP  | AP  | PRP | SP  | PP   |
| -------- | -------------- | --- | -- | ---- | ---- | ---- | ---- | --- | --- | --- | --- | ---- |
| 2005     | Phoenix Suns   | 12  | 0  | 9,7  | 34,3 | 40,0 | 50,0 | 1,4 | 1,0 | 0,3 | 0,0 | 2,5  |
| 2006     | Phoenix Suns   | 20  | 3  | 31,6 | 47,0 | 39,1 | 86,2 | 1,6 | 2,7 | 0,8 | 0,2 | 14,2 |
| 2007     | Phoenix Suns   | 11  | 1  | 31,7 | 40,5 | 30,5 | 71,8 | 3,5 | 2,2 | 1,1 | 0,2 | 15,8 |
| 2008     | Phoenix Suns   | 5   | 1  | 28,6 | 34,5 | 22,2 | 90,9 | 4,0 | 1,8 | 0,6 | 0,0 | 10,4 |
| 2010     | Phoenix Suns   | 16  | 0  | 15,6 | 41,7 | 34,3 | 70,8 | 1,3 | 1,3 | 0,3 | 0,1 | 7,2  |
| 2012     | Indiana Pacers | 11  | 0  | 20,3 | 37,0 | 15,0 | 50,0 | 2,2 | 1,3 | 0,5 | 0,1 | 5,7  |
| 2015†    | G.S. Warriors  | 21  | 0  | 10,9 | 44,3 | 34,8 | 81,8 | 1,3 | 0,9 | 0,3 | 0,0 | 5,0  |
| 2016     | G.S. Warriors  | 23  | 0  | 11,0 | 58,0 | 39,3 | 76,2 | 1,2 | 0,7 | 0,5 | 0,0 | 5,6  |
| Carriera | Carriera       | 119 | 5  | 18,5 | 43,7 | 33,2 | 77,0 | 1,7 | 1,4 | 0,5 | 0,1 | 8,0  |

## Palmarès
- Campionato NBA: 1

Golden State Warriors: 2015
- NBA Sixth Man of the Year (2007)

## Record
- Uno dei due giocatori, insieme a James Jones (con cui Barbosa giocò per due anni a Phoenix dal 2005 al 2007), a vincere per due volte una serie di play-off dopo essere stato sotto per 3-1 (Phoenix Suns 2006, Golden State Warriors 2016).